# تأثیر رنگ بر انسان
تأثیرات رنگ‌ها بر حالات مختلف روحی و روانی انسان از دو طریق امکان‌پذیر می‌باشد. تأثیر اولیه رنگ به دریافت احساسی رنگ (فامداری) مربوط می‌شود که از طیف نور مرئی رنگ ناشی شده و از آن به احساس ذهنی تعبیر شده‌است. به عنوان نمونه فشار ملایم بر پلک‌ها و قرارگیری انسان تحت شوک الکتریکی در یک محیط تاریک احساس رنگ را برای انسان ایجاد می‌نماید که این احساس اثر مرئی، از خارج چشم نیست. دلیل این امر تحریک سلسله اعصاب شبکیه توسط الکتریسیته یا فشار ملایم می‌باشد. تأثیر دیگر رنگ‌ها اثرات ذهنی رنگ‌های عینی می‌باشد و احساس‌های معینی را شامل می‌گردد که رنگ‌ها در بیننده ایجاد می‌نماید. در این شکل از تأثیر فامها به دو دسته پیش آینده و پس رونده تقسیم‌بندی می‌گردند که به ترتیب نزدیک بودن و دور بودن اشیا را در ذهن تداعی می‌نماید. بر همین اساس فام‌های دارای طول موج بلندتر (مثل قرمز و نارنجی) گرمتر از فام‌های طول موج کوتاه تر (مثل آبی و سبز) احساس می‌شوند. احساس گرمی و سردی، پیش آیندگی و پس روندگی در واقع اثرات ذهنی رنگ‌های عینی هستند که از جنبه روان‌شناسی رنگ نه از جنبه فیزیولوژیک رنگ، مورد بحث قرار می‌گیرد. (Erdogan، 2008: 2129-2139)
تأثیر رنگ‌ها علاوه بر روان و روح بر عملکرد و فیزیولوژیک انسان نیز تأثیر می‌گذارد. تأثیر رنگ بر فشار خون، میزان تنفس و زمان از نمونه این تأثیرات می‌باشد. پاسخ‌های فیزیولوژیکی و بیو مکانیکی فعال و دقیق از تشعشعات خورشیدی و محیط‌های مصنوعی بر روی بدن انسان اثبات این موضوع می‌باشد. انطباق ریتم‌های هورمونی بدن با شبانه روز و تاریکی و روشنی از پاسخ‌های بدن به رنگ‌ها می‌باشد. (موعدی، 1379: 56)
در سال ۱۹۷۱ دکتر یوگن شورل ۱۴ در یک کلینیک در سوئیس با تحقیقاتی در زمینه رنگ درمانی تأثیر رنگ‌ها بر فشار خون، ضربان قلب، سرعت تنفس، حواس جسمانی، اثرات درد و واکنش‌های روانی مورد آزمایش قرار داد که به نتایج قابل ملاحظه ای در این زمینه دست یافت. تحقیقات مشابه دیگر از سوی فرانک گبرت بر روی دانشجویان ۲۰ تا ۴۰ ساله صورت گرفت. در این آزمایش‌ها رنگ قرمز و زرد به عنوان رنگ‌های محرک و رنگ‌ سبز آرام‌کننده بود؛ بنابراین رنگ هابا طول موج بلند محرک تر از رنگ‌ها با طول موج کوتاه هستند. (بختیاری فرد، 1388: 85-88)
نکته حائز توجه به این رنگ‌ها در ارتباط با طبیعت، فرهنگ، باورهای دینی و تجربه‌های زندگی، هر یک معنایی ویژه به خود اختصاص می‌دهند. این ادراک رنگ در میان ملل و اقوام گاه متفاوت و گاه مشابه است. اما به هر حال تابع موقعیت‌های زمانی، مکانی و جغرافیایی بوده یا از فرهنگ، دین و آیین مردم نشات گرفته‌است. از سوی دیگر مفاهیمی که زمانی توسط افرادی برای رنگ‌ها برگزیده شده، در همان دوره اعتبار داشته‌است. (باخزری، 1345: 34-37)
در یک دسته‌بندی کلی رنگ‌ها به دو دسته رنگ‌های اصلی شامل زرد، آبی، قرمز و رنگ‌های فرعی نظیر سبز، بنفش، نارنجی، زرد مایل به سبز، سبز مایل به آبی، آبی مایل به سبز، بنفش مایل به قرمز و… که از ترکیب رنگ‌های دیگر به وجود می‌آیند تقسیم‌بندی شده‌است. (لوشر، 1379: 264).
بر این اساس هر رنگ ویژگی‌های منحصر به فردی را در طبیعت دارا بوده و بنا به این ویژگی‌ها استفاده از هر رنگ در معماری و محیط شهری جایگاه ویژه ای را به خود اختصاص داده‌است (ولان، 1387: 194).